# Chile ríe y canta (álbum)
Chile ríe y canta es un álbum de música folclórica de Chile de varios intérpretes, lanzado por el sello discográfico Alerce en 1987, que recopila temas de varios artistas conocidos, tales como Tito Fernández, Margot Loyola, Patricio Manns, Pedro Yáñez, Chamal y Hugo Lagos, o los para entonces fallecidos Héctor Pavez, Rolando Alarcón y Violeta Parra.
Esta es una de las varias entregas que se lanzaron para la peña folclórica Chile Canta y Ríe, programa radial creado por René Largo Farías en 1963 para Radio Minería.

## Lista de canciones
| Chile ríe y canta |                                        |                |                 |          |  |
| N.º               | Título                                 | Música         | Intérprete      | Duración |  |
| 1.                | «Los nombres son más que nombres»      | Tito Fernández | Tito Fernández  |          |  |
| 2.                | «La luna estaba en el cielo»           | tradicional    | Héctor Pavez    |          |  |
| 3.                | «Nací con el fin de amarte»            | tradicional    | Margot Loyola   |          |  |
| 4.                | «Si somos americanos»                  | P. Alarcón     | Rolando Alarcón |          |  |
| 5.                | «Estación terminal»                    | Patricio Manns | Patricio Manns  |          |  |
| 6.                | «Rodríguez y Recabarren»               | Violeta Parra  | Violeta Parra   |          |  |
| 7.                | «El colibrí»                           | José Seves     | Isabel Aldunate |          |  |
| 8.                | «Tonada para quererte»                 | Pedro Yáñez    | Pedro Yáñez     |          |  |
| 9.                | «Cuando llegan las noches de invierno» | tradicional    | Rosa Navarrete  |          |  |
| 10.               | «El casorio»                           | Hernán Álvarez | Hernán Álvarez  |          |  |
| 11.               | «El caleuche»                          | tradicional    | Chamal          |          |  |
| 12.               | «Mi hermosa patria lejana»             | Hugo Lagos     | Hugo Lagos      |          |  |